# Хватай и беги (фильм, 1986)
«Хватай и беги» (англ. Touch and Go) — американская комедия-драма, главные роли в которой исполнили Майкл Китон, Мария Кончита Алонсо и Аджай Найду.

## Сюжет
Бобби Барбато — профессиональный хоккеист. Его любят болельщики, и красивые женщины стоят за ним в очереди. Но в один день, когда Бобби оставляет машину в неблагополучном районе, на него нападает банда подростков, он отбивается от них и ловит самого молодого, Луи Делеона. Он отвозит его домой, где встречается с его матерью Дениз. Луи растёт без отца, и мать едва сводит концы с концами. После этой случайной встречи Бобби и Дениз начинают испытывать чувства друг к другу, а Луи становится близким другом хоккеиста.

## В ролях
- Майкл Китон — Бобби Барбато
- Мария Кончита Алонсо — Дениз
- Аджай Найду — Луи Делеон
- Джон Рейли — Джерри Пеппер
- Макс Райт — Лестер
- Лара Джил Миллер — Кортни
- Джинн Бейтс — дама в морге